# Kosiv Verh, Boureni
Kosiv Verh (în ucraineană Косів Верх) este un sat în comuna Nehroveț din raionul Boureni, regiunea Transcarpatia, Ucraina.

## Demografie
Componența lingvistică a localității Kosiv Verh
     Ucraineană (100%)
Conform recensământului din 2001, toată populația localității Kosiv Verh era vorbitoare de ucraineană (100%).